# Bermondsey (métro de Londres)
Bermondsey est une station de la Jubilee line du métro de Londres, en zone 2. Elle est située sur la Jamaica Road, à Bermondsey, sur le territoire du borough londonien de Southwark.

## Situation sur le réseau
La station Bermondsey est située sur la Jubilee line entre les stations London Bridge et Canada Water. Elle est en zone 2.

## Histoire
La station a ouvert le 17 septembre 1999.

## Services aux voyageurs

### Accès et accueil
La station est située au 142-145 Jamaica road. La station est accessible aux handicapés depuis la rue jusqu'aux trains.

### Desserte
Le week-end la station est ouverte 24/24.

### Intermodalité
La station est desservie par les lignes de bus : 47 (Bellingham - Shoreditch) service 24/7, 188 (North Greenwich Bus Station - Russell Square) service 24/7, 381 (County Hall - Peckham), C10 (Canada Water - Victoria), N199 (St Mary Cray - Trafalgar Square) service de nuitN381 (Peckham - Trafalgar Square) service de nuit.

## À proximité
- Bermondsey